# Stokmarknes

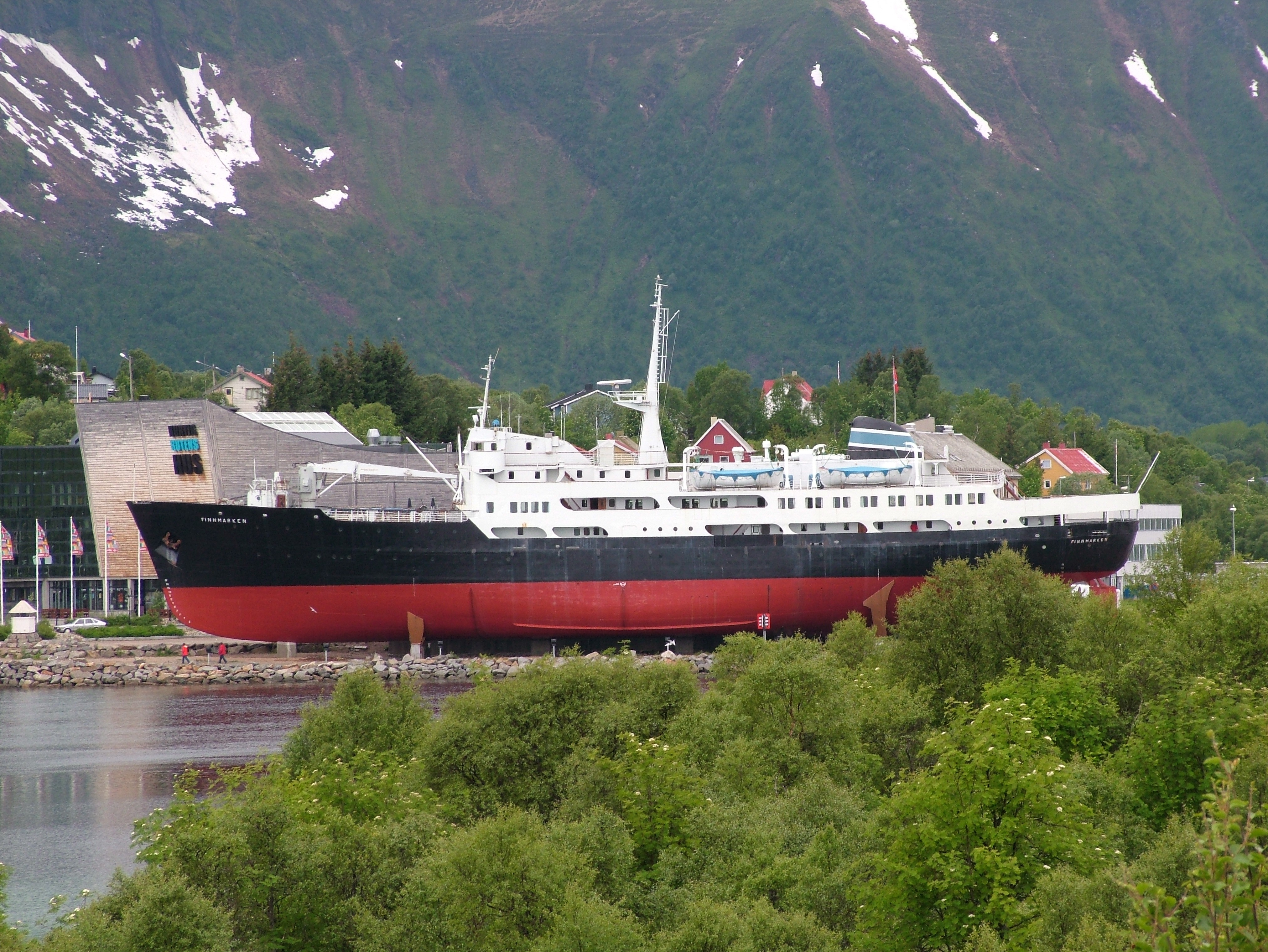
Museo Coastal Express (Hurtigruten) en Stokmarknes.

Stokmarknes es una ciudad pequeña en la isla de Hadsel en el archipiélago Vesterålen, que incluye la isla del mismo nombre y las partes de algunas islas próximas. Forma parte del condado de Nordland, Noruega. Es la capital del municipio de Hadsel. Se declaró ciudad en el año 2000. 
Es la sede de Hurtigruten. Las estructuras más destacables son el hospital, que es el hospital local para la región de Vesterålen, y el campo de aviación, con un enlace regular a la capital de provincia Bodø. Stokmarknes es la ciudad natal de la banda de rock noruega Madrugada, y del Museo Coastal Express.
Desde un cierto punto de la ciudad se pueden observar los dos altos puentes que unen la isla de Hadsel con la de Lang, en la que todo siguiendo la carretera de Europa E10, se llega A Sortland, otra pequeña ciudad con otro impresionante puente, esta vez por unir las islas con el continente. 
Turísticamente hace falta destacar que Stokmarknes es la ciudad dónde nace la Hurtigrute, que en la traducción literal significa "la rápida conexión", se trata de la primera línea de barcos de vapor que conectó las islas Vesterålen y fue fundada el 1881 por Richard With. Actualmente hay un museo que trae el nombre de esta compañía de barcos. 
Finalmente, destacar que como punto de recreo anualmente se celebra un maratón alrededor de la isla, que consta de 42 km.
- Datos: Q288577
- Multimedia: Stokmarknes / Q288577